# Oslo Spektrum
Oslo Spektrum er en stor indendørs arena i det centrale Oslo tæt ved Oslo Centralstation.
Oslo Spektrum anvendes til større musikkoncerter og store navne som Snoop Dogg, Rihanna og Jean Michel Jarre optræder der.
Det international Melodi Grand Prix 1996 blev afholdt i Oslo Spektrum.